# Uma Thurman
Uma Karuna Thurman (Boston, Massachusetts, 1970. április 29. –) Golden Globe-díjas amerikai színésznő.

## Élete és pályafutása
Anyja pszichoterapeuta, apja tibeti buddhista szerzetes és egyetemi tanár. Uma otthagyta a gimnáziumot, hogy New Yorkba költözhessen. 
Modellként dolgozott, első filmszerepe egy vámpír volt a Kiss Daddy Goodnightban. Az 1988-as Veszedelmes viszonyok után vált erotikus karaktereket megformáló színésznővé. A következő években több főszerep kísérte karrierjét, de igazán ismertté a Ponyvaregény (1994) című film révén vált. A drogos Mia Wallace megformálásáért a legjobb női mellékszereplőnek járó Oscar-díjra is jelölték. Később vígjátékokban is játszott.

## Magánélete
A Woody Allen rendezte A világ második legjobb gitárosa c. film után Uma visszatért modellkarrierjéhez, a Lancome cég reklámarca volt. Az Empire Magazine a filmtörténelem 100 legszexisebb sztárja közé sorolta. 
Gary Oldman színész felesége volt 1990-től 1992-ig, kapcsolata volt még Timothy Huttonnal és Robert De Niróval is. Később férjhez ment Ethan Hawke-hoz, aki filmbéli partnere volt a Gattacában, ennek forgatásán ismerkedtek meg. Két gyermekük született: lánya, Maya Ray 1998-ban, fia, Levon Roan 2002-ben. 2005-ben elváltak.
Harmadik gyermeke (kislány) Arpad Bussonnal való kapcsolatából született 2012-ben.

## Filmográfia

### Film
| Év   | Magyar cím                                     | Eredeti cím                                        | Szerep                                       | Magyar hang        | Rendező                |
| ---- | ---------------------------------------------- | -------------------------------------------------- | -------------------------------------------- | ------------------ | ---------------------- |
| 1987 | Gyilkos féltékenység                           | Kiss Daddy Goodnight                               | Laura                                        |                    | Peter Ily Huemer       |
| 1988 | Johnny, a tökéletes                            | Johnny Be Good                                     | Georgia Elkans                               | Somlai Edina       | Bud S. Smith           |
| 1988 | Münchausen báró kalandjai                      | The Adventures of Baron Munchausen                 | Venus                                        | Rák Kati           | Terry Gilliam          |
| 1988 | Münchausen báró kalandjai                      | The Adventures of Baron Munchausen                 | Venus                                        | Hűvösvölgyi Ildikó | Terry Gilliam          |
| 1988 | Münchausen báró kalandjai                      | The Adventures of Baron Munchausen                 | Rose                                         | Kiss Virág         | Terry Gilliam          |
| 1988 | Münchausen báró kalandjai                      | The Adventures of Baron Munchausen                 | Rose                                         | Kiss Virág         | Terry Gilliam          |
| 1988 | Veszedelmes viszonyok                          | Dangerous Liaisons                                 | Cécile de Volanges                           | Balogh Erika       | Stephen Frears         |
| 1990 | Ahol a szív lakik                              | Where the Heart Is                                 | Daphne McBain                                |                    | John Boorman           |
| 1990 | Henry és June                                  | Henry & June                                       | June Miller                                  | Györgyi Anna       | Philip Kaufman         |
| 1991 | Robin Hood                                     | Robin Hood                                         | Marian úrnő                                  | Nagy-Kálózy Eszter | John Irvin (1.)        |
| 1992 | Dermesztő szenvedélyek                         | Final Analysis                                     | Diana Baylor                                 | Rudolf Teréz       | Phil Joanou            |
| 1992 | Jennifer 8                                     | Jennifer 8                                         | Helena Robertson                             | Rudolf Teréz       | Bruce Robinson         |
| 1993 | Veszett kutya és Glória                        | Mad Dog and Glory                                  | Glory                                        | Kisfalvi Krisztina | John McNaughton        |
| 1993 | Néha a csajok is úgy vannak vele               | Even Cowgirls Get the Blues                        | Sissy Hankshaw                               | Dudás Eszter       | Gus Van Sant           |
| 1994 | Ponyvaregény                                   | Pulp Fiction                                       | Mia Wallace                                  | Für Anikó          | Quentin Tarantino (1.) |
| 1995 | Itália csókja                                  | A Month by the Lake                                | Miss Beaumont                                | Götz Anna          | John Irvin (2.)        |
| 1996 | Gyönyörű lányok                                | Beautiful Girls                                    | Andera                                       | Kökényessy Ági     | Ted Demme              |
| 1996 | Vonzások és állatságok                         | The Truth About Cats & Dogs                        | Noelle Sluarsky                              | Für Anikó          | Michael Lehmann        |
| 1996 |                                                | Duke of Groove (rövidfilm)                         | Maya                                         |                    | Griffin Dunne (1.)     |
| 1997 | Batman és Robin                                | Batman & Robin                                     | Dr. Pamela Isley / Méregcsók                 | Balogh Erika       | Joel Schumacher        |
| 1997 | Gattaca                                        | Gattaca                                            | Irene Cassini                                | Bognár Gyöngyvér   | Andrew Niccol          |
| 1998 | A nyomorultak                                  | Les Misérables                                     | Fantine                                      | Kovács Nóra        | Bille August           |
| 1998 | Bosszúállók                                    | The Avengers                                       | Emma Peel                                    | Für Anikó          | Jeremiah S. Chechik    |
| 1999 | A világ második legjobb gitárosa               | Sweet and Lowdown                                  | Blanche                                      | Für Anikó          | Woody Allen            |
| 2000 | Vatel                                          | Vatel                                              | Anne de Montausier                           | Für Anikó          | Roland Joffé           |
| 2000 | Az aranyserleg                                 | The Golden Bowl                                    | Charlotte Stant                              | Für Anikó          | James Ivory            |
| 2001 | Visszajátszás                                  | Tape                                               | Amy Randall                                  | Für Anikó          | Richard Linklater      |
| 2001 |                                                | Chelsea Walls                                      | Grace                                        |                    | Ethan Hawke            |
| 2003 | Kill Bill 1.                                   | Kill Bill: Volume 1                                | Beatrix Kiddo / A Menyasszony                | Für Anikó          | Quentin Tarantino (2.) |
| 2003 | A felejtés bére                                | Paycheck                                           | Dr. Rachel Porter                            | Für Anikó          | John Woo               |
| 2004 | Kill Bill 2.                                   | Kill Bill: Volume 2                                | Beatrix Kiddo / A Menyasszony                | Für Anikó          | Quentin Tarantino (3.) |
| 2005 | Nauszika – A szél harcosai                     | Nausicaä of the Valley of the Wind                 | Kushana (angol hangja)                       |                    | Mijazaki Hajao         |
| 2005 | Csak lazán!                                    | Be Cool                                            | Edie Athens                                  | Für Anikó          | F. Gary Gray           |
| 2005 | Első a szerelem                                | Prime                                              | Rafi Gardet                                  | Major Melinda      | Ben Younger            |
| 2005 |                                                | The Naked Brothers Band: The Movie                 | önmaga                                       |                    | Polly Draper           |
| 2005 | Producerek                                     | The Producers                                      | Ulla                                         | Für Anikó          | Susan Stroman          |
| 2006 | A szuper exnőm                                 | My Super Ex-Girlfriend                             | Jenny Johnson / G-Girl                       | Für Anikó          | Ivan Reitman           |
| 2007 | Szemvillanás alatt                             | The Life Before Her Eyes                           | Diana McFee felnőttként                      | Für Anikó          | Vadim Perelman         |
| 2008 | Férj és féleség                                | The Accidental Husband                             | Emma Lloyd                                   | Pikali Gerda       | Griffin Dunne (2.)     |
| 2009 | Anya a pácban                                  | Motherhood                                         | Eliza Welsh                                  | Für Anikó          | Katherine Dieckmann    |
| 2010 | Villámtolvaj – Percy Jackson és az olimposziak | Percy Jackson & the Olympians: The Lightning Thief | Medusza                                      | Für Anikó          | Chris Columbus         |
| 2010 | Mögöttes szándék                               | Ceremony                                           | Zoe                                          | Bertalan Ágnes     | Max Winkler            |
| 2012 | Bel Ami – A szépfiú                            | Bel Ami                                            | Madeleine Forestier                          | Für Anikó          | Declan Donnellan       |
| 2012 | Bel Ami – A szépfiú                            | Bel Ami                                            | Madeleine Forestier                          | Für Anikó          | Nick Ormerod           |
| 2012 | Kispályás szerelem                             | Playing for Keeps                                  | Patti King                                   | Für Anikó          | Gabriele Muccino       |
| 2013 | Movie 43: Botrányfilm                          | Movie 43                                           | Lois Lane (Super Hero Speed Dating szegmens) | Für Anikó          | James Duffy            |
| 2013 | A nimfomániás                                  | Nymphomaniac                                       | Mrs. H                                       |                    | Lars von Trier (1.)    |
| 2013 |                                                | The Mundane Goddess (rövidfilm)                    | Héra                                         |                    | Henco J.               |
| 2013 |                                                | The Gift (rövidfilm)                               | Miss Anderson                                |                    | Ivan Petukhov          |
| 2013 |                                                | Jump! (rövidfilm)                                  | Wendy                                        |                    | Jessica Valentine      |
| 2015 | Az ételművész                                  | Burnt                                              | Simone                                       | Für Anikó          | John Wells             |
| 2018 | Gyémánthajsza                                  | The Con Is On                                      | Harriet Fox                                  | Németh Borbála     | James Oakley           |
| 2018 | A ház, amit Jack épített                       | The House That Jack Built                          | Nő                                           | Für Anikó          | Lars von Trier (2.)    |
| 2018 | Sötét folyosók                                 | Down a Dark Hall                                   | Madame Simone Duret                          | Für Anikó          | Rodrigo Cortés         |
| 2020 | Nagypapa hadművelet                            | The War with Grandpa                               | Sally Decker                                 | Für Anikó          | Tim Hill               |
| 2023 | Vörös, fehér és királykék                      | Red, White & Royal Blue                            | Ellen Claremont                              | Für Anikó          | Matthew López          |
| 2023 | Gyilkos a galériában                           | The Kill Room                                      | Patrice                                      | Für Anikó          | Nicol Paone            |
| 2024 |                                                | Oh, Canada                                         | Emma                                         |                    | Paul Schrader          |
| 2025 | Királyok királya                               | King of Kings                                      | Catherine Dickens (hangja)                   |                    | Csang Szongho          |
| 2025 | A halhatatlan gárda 2.                         | The Old Guard 2                                    | Viszály                                      | Für Anikó          | Victoria Mahoney       |

### Televízió

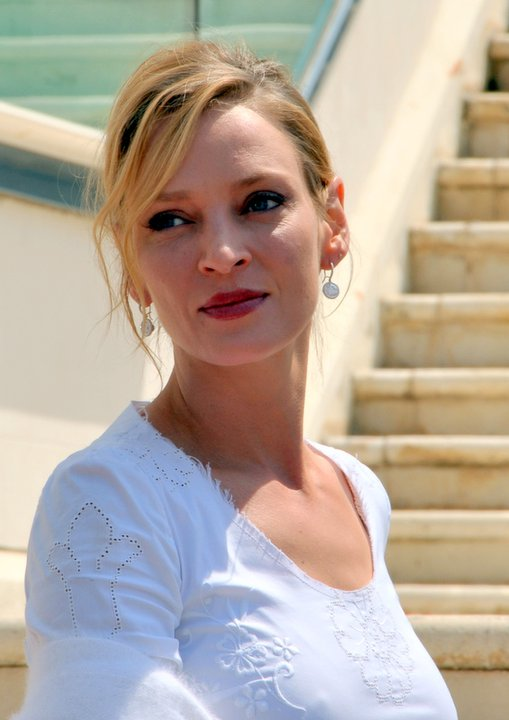
A 2011-es cannes-i fesztiválon

| Év        | Magyar cím          | Eredeti cím                           | Szerep             | Megjegyzések                                              |
| --------- | ------------------- | ------------------------------------- | ------------------ | --------------------------------------------------------- |
| 2000      |                     | The Learning Channel's Great Books    | narrátor (hangja)  | 1 epizód                                                  |
| 2002      | Pasifogó kísérletek | Hysterical Blindness                  | Debby Miller       | - tévéfilm - vezető producer - magyar hangja: - Für Anikó |
| 2008      | Bádogtepsi          | My Zinc Bed                           | Elsa Quinn         | - tévéfilm - magyar hangja: - Für Anikó                   |
| 2008      |                     | A Muppets Christmas: Letters to Santa | Joy                | tévéfilm                                                  |
| 2012      | Kasszasiker         | Smash                                 | Rebecca Duvall     | 5 epizód                                                  |
| 2014      | Amerikai fater      | American Dad!                         | Gwen Ling (hangja) | 1 epizód                                                  |
| 2015      |                     | The Slap                              | Anouk Latham       | minisorozat (6 epizód)                                    |
| 2017–2018 |                     | Imposters                             | Lenny Cohen        | 6 epizód                                                  |
| 2019      | Kamrák              | Chambers                              | Nancy Lefevre      | főszereplő                                                |
| 2021      |                     | Nature                                | narrátor           |                                                           |
| 2022      | Gyanú               | Suspicion                             | Katherine Newman   | főszereplő (6 epizód)                                     |
| 2022      | Super Pumped        | Super Pumped                          | Arianna Huffington | - főszereplő (4 epizód) - magyar hangja: - Für Anikó      |

## Fontosabb díjak és jelölések
- Golden Globe-díj, legjobb női alakítás díja mini televízió sorozatban, Histerical Blindness (2003)
- MTV Movie Awards, legjobb küzdő jelenet, Kill Bill 1 és 2 (2004 és 2005)
- MTV Awards, legjobb tánc rész, Ponyvaregény (1995)
- Bambi-díj (2014)[13]